# Pyzdry (gmina 1870–1919)
Pyzdry – dawna gmina wiejska istniejąca na przełomie XIX i XX wieku w guberni kaliskiej. Siedzibą władz gminy była osada miejska Pyzdry.
Gmina Pyzdry powstała za Królestwa Polskiego – 19 maja?/31 maja 1870 w powiecie słupeckim w guberni kaliskiej w związku z utratą praw miejskich przez miasto Pyzdry i przekształceniu jego w wiejską gminę Pyzdry w granicach dotychczasowego miasta.
Jako gmina wiejska jednostka przestała funkcjonować 7 lutego 1919 w związku z przywróceniem Pyzdrom praw miejskich i przekształceniem jednostki w gminę miejską.